# Монке, Вильгельм
Вильгельм Монке (нем. Wilhelm Mohnke; 15 марта 1911, Любек — 6 августа 2001, Гамбург) — германский военачальник, бригадефюрер СС и генерал-майор войск СС.

## Биография
Родился в семье столяра-краснодеревщика Вильгельма Монке. В 1926—1929 годах учился в торговой школе. После смерти отца работал в стекольной и фарфоровой промышленности, стал менеджером. 1 сентября 1931 года вступил в НСДАП (№ 649684).

## Член СС
С ноября 1931 состоял в СС, в звании юнкер СС (№ 15541).
- С 28 июня 1933 — штурмфюрер СС.
- С 1 октября 1933 — гауптштурмфюрер СС.
- С 1 сентября 1940 — штурмбаннфюрер СС.
- С 1 июня 1943 — оберштурмбаннфюрер СС.
- С 21 июня 1944 — штандартенфюрер СС.
- С 4 ноября 1944 — оберфюрер СС.
- С 30 января 1945 — бригадефюрер СС и генерал-майор войск СС.

После вступления в СС состоял в 4-м штандарте (Любек), с января 1932 — в 22-м штандарте (Шверин). С 17 марта 1933 служил в только что созданной штабсвахе (штабной страже) СС «Берлин» — личной охране Адольфа Гитлера — состоявшей из 117 человек под командованием Йозефа (Зеппа) Дитриха. Затем проходил службу в сформированном на её основе в сентябре 1933 «Лейбштандарте СС Адольф Гитлер». Командовал в нём 5-й ротой, в этом качестве участвовал в аншлюсе Австрии, в захвате Чехословакии.

### Участие во Второй мировой войне

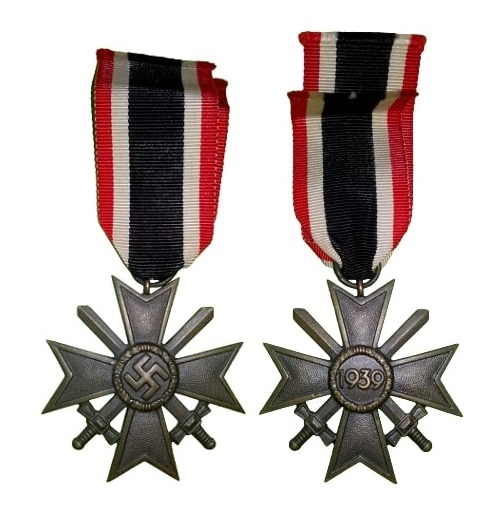
Крест «За военные заслуги» 2 класса, которым был награждён штурмбаннфюрер СС Вильгельм Монке 3 октября 1940 года.

Командовал своей ротой во время боевых действий в Польше в начале Второй мировой войны. С 28 марта 1940 года — командир 2-го батальона в дивизии «Лейбштандарте СС Адольф Гитлер», принимал участие в боях в Бельгии и Нидерландах. После войны обвинялся в том, что 28 мая 1940 года организовал уничтожение группы пленных англичан у Ворму (погибли от 65 до 80 пленных, которых загнали в сарай и забросали гранатами). В 1980 году британская юстиция пыталась привлечь его к ответственности, однако собранных доказательств оказалось недостаточно для судебного процесса. В 1988 году член британской палаты общин Джефф Рукер настоял на возобновлении расследования этого преступления, но немецкий прокурор счёл, что доказательств виновности Монке недостаточно. За ряд удачных операций и их планирование в Ворму, 3 октября 1940 года был награждён сразу двумя наградами: Пехотным штурмовым знаком и Крестом «За военные заслуги» 2 класса.
Весной 1941 года Монке участвовал в кампании на Балканах, 5 апреля 1941 года был тяжело ранен в Югославии (ему хотели ампутировать ногу), занимался подготовкой новобранцев, вернулся в строй в 1942 году, с 16 марта того же года был вновь назначен командиром батальона в «Лейбштандарте». С 21 июня 1943 года по 19 августа 1944 года — командир 26-го моторизованного полка вновь сформированной дивизии СС «Гитлерюгенд», с июня 1944 года участвовал в боях во Франции против высадившихся в Нормандии американских, британских и союзных им войск во главе боевой группы, названной его именем. 11 июля 1944 года за отличие был награждён Рыцарским Железным крестом. Обвинялся в расстреле канадских военнопленных, но дело так и не дошло до суда.
17 июля 1944 года был вновь ранен, но уже 20 августа того же года назначен командиром 1-й танковой дивизии СС «Лейбштандарте Адольф Гитлер» (после ранения её прежнего командира Теодора Виша). В этом качестве участвовал в декабрьском наступлении в Арденнах, в котором его дивизия понесла большие потери — это объяснялось большим количеством новобранцев, на подготовку которых не хватало времени, и дефицитом горючего. В начале 1945 получил новое тяжёлое ранение, в связи с чем 2 февраля сдал командование дивизией и назначен в резерв фюрера. Находился на лечении в клинике Хоенлихен.
В ночь на 21 апреля 1945 года Адольф Гитлер назначил его командиром «боевой группы Монке», которой была поручена оборона сектора «Цитадель» (рейхсканцелярии и бункера фюрера). Всего в состав группы входило около девяти батальонов общей численностью около 2100 человек. Именно Монке в ночь с 28 на 29 апреля сообщил фюреру о том, что его подразделения смогут сдерживать атаки советских войск не более трёх суток. После самоубийства Гитлера Монке вечером 1 мая возглавил группу, совершившую прорыв из бункера и безуспешно пытавшуюся вырваться из Берлина на север. Около 10:30 утра 2 мая с остатками своей группы, был взят в плен советскими войсками в одном из подвалов на Шёнхаузер-аллее (район Веддинг), и под усиленным конвоем доставлен в Москву.

### Послевоенная жизнь

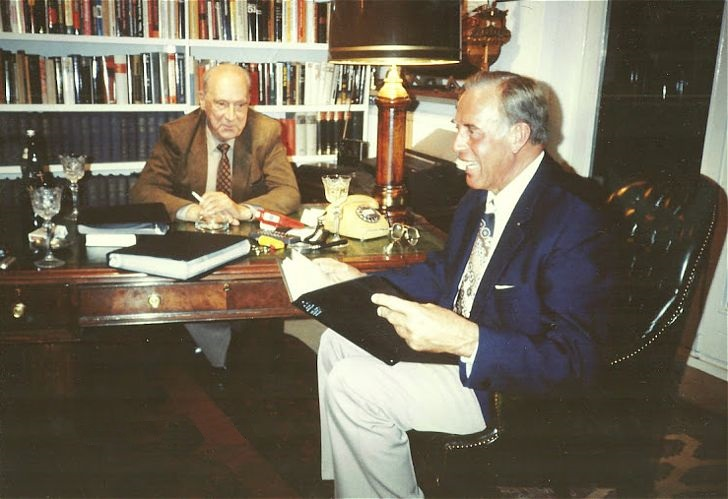
Вильгельм Монке и Отто Гюнше, 1999 год

Был перевезён в СССР, где содержался в Бутырской и Лефортовской тюрьмах в Москве, до 1949 года находился в одиночной камере. 13 февраля 1952 года приговорён военным трибуналом войск МВД Московского военного округа к 25 годам лишения свободы, был в заключении в тюрьме № 2 города Владимира. 10 октября 1955 года был репатриирован в ФРГ, жил в Барсбюттеле, работал торговым агентом, продавал небольшие грузовики и прицепы.
Скончался на 91-м году жизни 6 августа 2001 года в местечке Дамп.

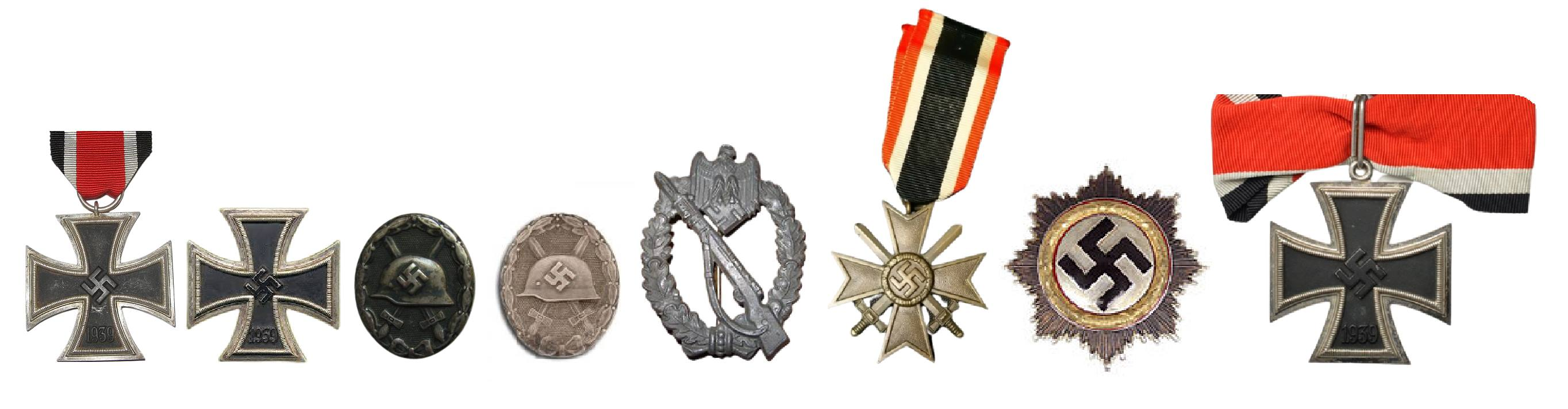
Комплект наград Вильгельма Монке

## Награды
- Железный крест 2-го класса (21 сентября 1939).
- Железный крест 1-го класса (8 ноября 1939).
- Знак за ранение в чёрном (10 февраля 1940).
- Знак за ранение в серебре (15 сентября 1940).
- Пехотный штурмовой знак (3 октября 1940).
- Крест за военные заслуги 2-го класса (3 октября 1940).
- Германский крест в золоте (26 декабря 1941)
- Рыцарский крест Железного креста (11 июля 1944).

## Монке в фильмах
Монке как персонаж битвы за Берлин в 1945 году представлен:
- в американском телефильме The Bunker («Бункер»; 1981, роль исполнял Майкл Калвер);
- в британском мини-сериале Selling Hitler («Продавая Гитлера»; 1981, роль исполнял Ральф Майкл);
- в немецком фильме Der Untergang («Бункер»; 2004, роль исполнял Андре Хеннике).